# Camilla Hansén
Eva Camilla Hansén, född Tenne 29 april 1976 i Sköllersta församling, Örebro län, är en svensk politiker (miljöpartist), som är ordinarie riksdagsledamot sedan 2019 (dessförinnan även tjänstgörande ersättare i riksdagen 2016) för Örebro läns valkrets.
Hansén utsågs till ordinarie riksdagsledamot från och med 4 november 2019 sedan Jonas Eriksson avsagt sig uppdraget som riksdagsledamot. I riksdagen är hon ledamot i utbildningsutskottet sedan 2022. Hon har tidigare varit ledamot i konstitutionsutskottet (2019–2021 samt 2022) och utrikesutskottet (2021–2022).
Hansén är överförmyndarhandläggare samt ordförande för Miljöpartiet de gröna i Örebro kommun.